# Huayin

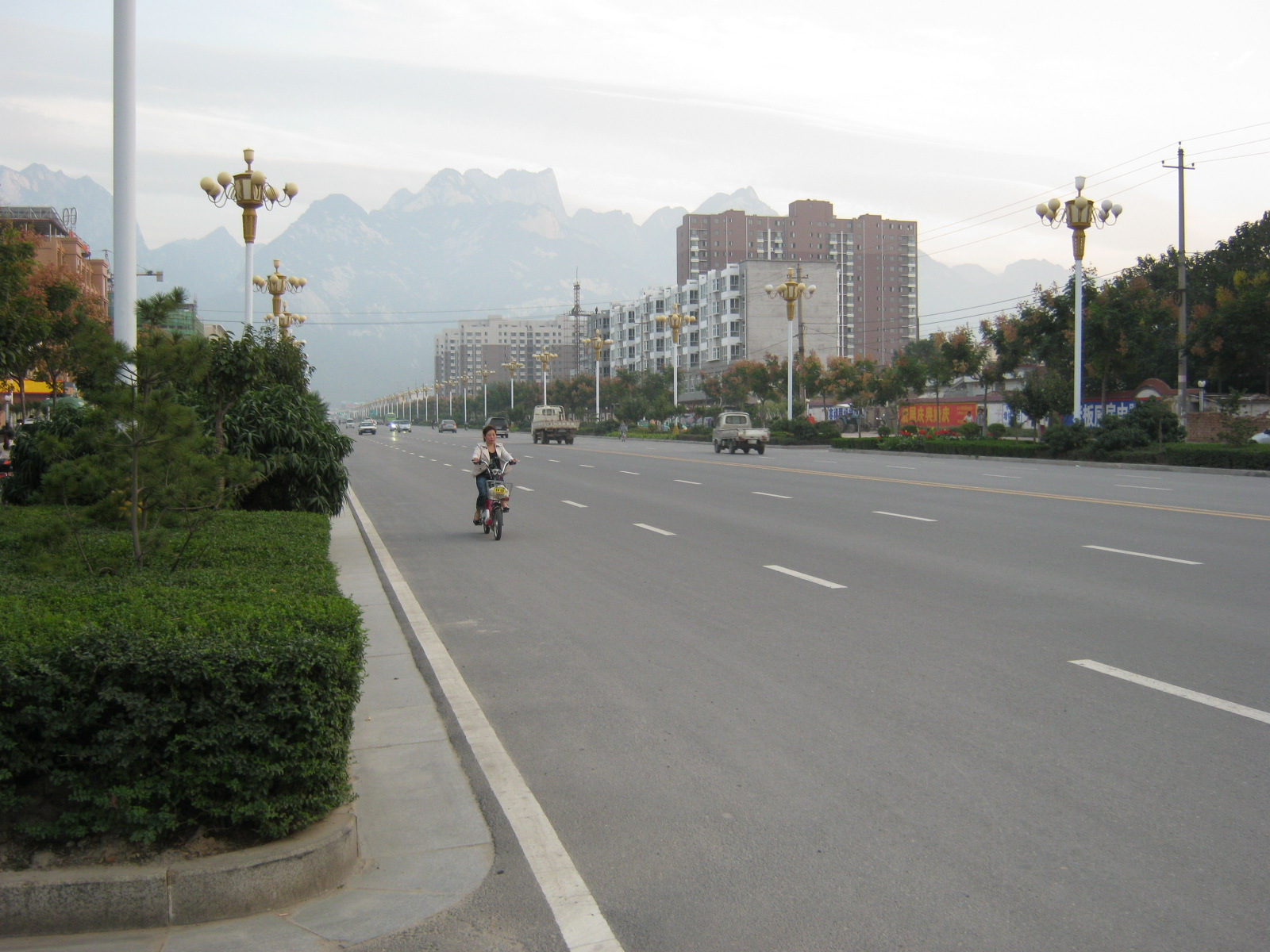
Hauptstraße in Huayin

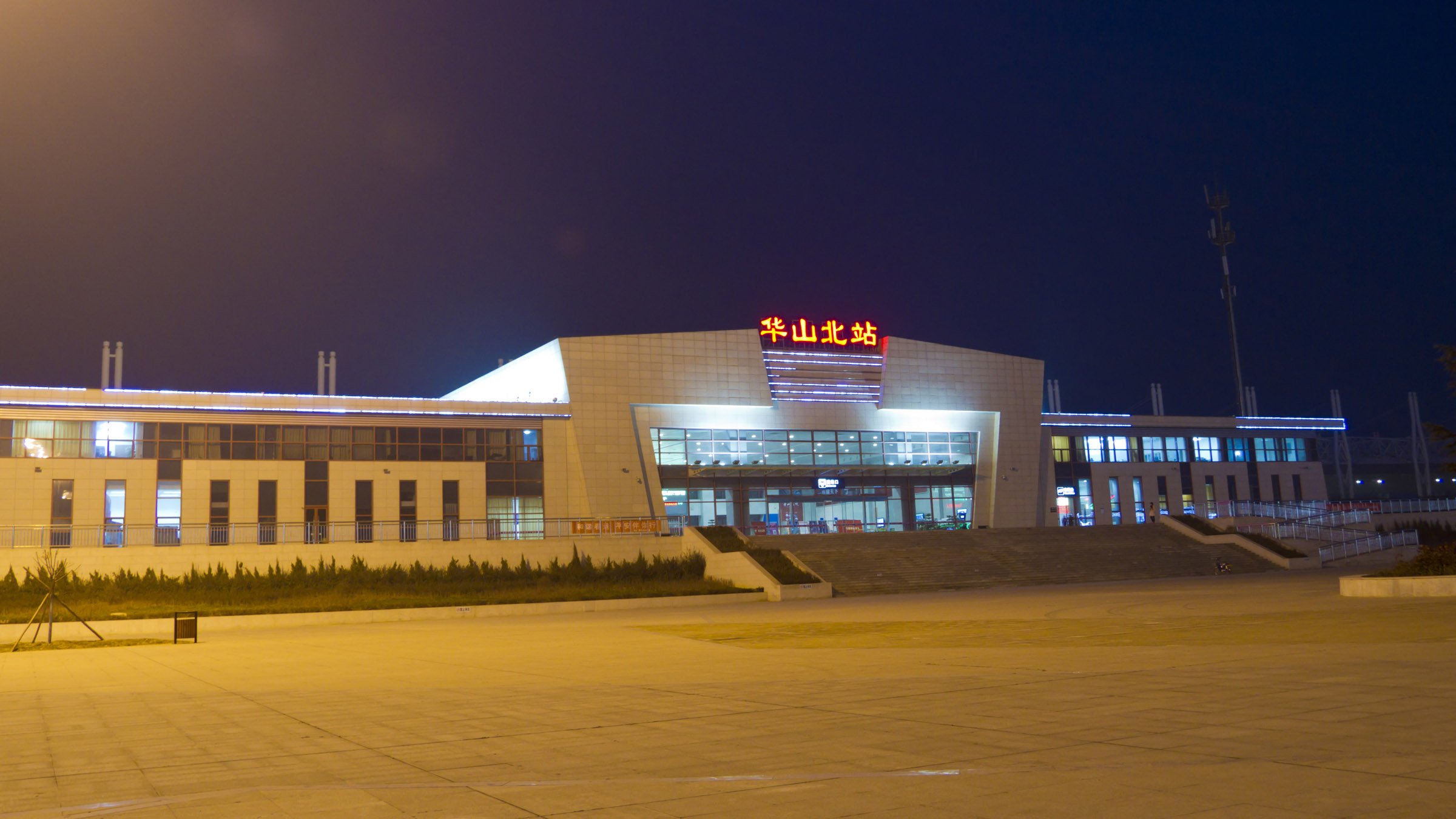
Der Huashan-Nord-Bahnhof in Huayin

Huayin (华阴市; Pinyin: Huàyīn Shì) ist eine kreisfreie Stadt der bezirksfreien Stadt Weinan in der chinesischen Provinz Shaanxi. Die Fläche beträgt 675,5 Quadratkilometer und die Einwohnerzahl 205.119 (Stand: Zensus 2020). 1999 zählte Huayin 247.771 Einwohner.
In Huayin befinden sich der Xiyue-Tempel, die Stätte des Hauptstadt-Speichers und die Hengzhen-Stätte, die seit 1988, 2001 bzw. 2006 auf der Liste der Denkmäler der Volksrepublik China stehen. Die Große Mauer aus dem Staat Wei führt durch das Gebiet Huayins.